# Municipio de Fancher
El municipio de Fancher (en inglés: Fancher Township) es un municipio ubicado en el condado de Ramsey en el estado estadounidense de Dakota del Norte. En el año 2010 tenía una población de 51 habitantes y una densidad poblacional de 0,55 personas por km².

## Geografía
El municipio de Fancher se encuentra ubicado en las coordenadas 48°24′47″N 98°30′52″O / 48.41306, -98.51444. Según la Oficina del Censo de los Estados Unidos, el municipio tiene una superficie total de 92.56 km², de la cual 91,26 km² corresponden a tierra firme y (1,4 %) 1,3 km² es agua.

## Demografía
Según el censo de 2010, había 51 personas residiendo en el municipio de Fancher. La densidad de población era de 0,55 hab./km². De los 51 habitantes, el municipio de Fancher estaba compuesto por el 94,12 % blancos, el 3,92 % eran asiáticos y el 1,96 % eran de una mezcla de razas. Del total de la población el 0 % eran hispanos o latinos de cualquier raza.